# ماريو لوسادا
ماريو لوسادا (بالإسبانية: Mario Losada Laguna)‏ هو لاعب كرة قدم إسباني في مركز الهجوم، ولد في 13 مايو 1997 في مدريد في إسبانيا. لعب مع نادي ألكوركون.

## وصلات خارجية
- ماريو لوسادا على موقع قاعدة بيانات كرة القدم.إي يو (الإنجليزية)
- ماريو لوسادا على موقع Soccerway.com (الإنجليزية)